# Čučkovskij rajon
Il Čučkovskij rajon (in russo Чучковский район?) è un rajon dell'Oblast' di Rjazan', nella Russia europea; il capoluogo è Čučkovo. Istituito nel 1929, ricopre una superficie di 896 chilometri quadrati ed ospita una popolazione di circa 10.000 abitanti.